# Heroidy
Heroidy czyli Listy (łac. Heroides albo Epistulae) – piętnaście wierszowanych, fikcyjnych listów miłosnych autorstwa Owidiusza. Poeta użycza głosu bohaterkom opowieści i mitów starożytnych, które piszą do swoich ukochanych.

## Listy
- I. Penelopa (łac. Penelope) pisze do swojego męża Odyseusza, bohatera wojny trojańskiej i króla Itaki. Królowa pisze list podczas przedłużającej się nieobecności męża (wojna trojańska trwała dziesięć lat, a drugie tyle Odyseusz błądził po morzach próbując wrócić do domu).

List I
Haec tua Penelope lento tibi mittit, Ulixe;
nil mihi rescribas attinet: ipse veni!
(Twoja Penelopa śle to do Ciebie, powolny Ulissesie;
list z odpowiedzią nie będzie mi wystarczającym, przybądź sam!)
- II. Fyllis (łac. Phyllis), córka Lycurgusa, pisze do swego ukochanego Demofona, syna Tezeusza, króla Aten. List księżniczki jest odpowiedzią na złamane słowo ukochanego, który obiecywał jej swój rychły powrót z podróży.

List II
Hospita, Demophoon, tua te Rhodopeia Phyllis
ultra promissum tempus abesse queror!
(Ja, twoja gospodyni, Demofonie – Ja, twoja Fyllis z Rodopi
narzekam – wyjechałeś na dłużej niż mi przyrzekałeś!)
- III. Bryzejda (łac. Briseis), trojanka, córka kapłana Bryzesa i branka Achillesa, bohatera wojny trojańskiej oraz centralnej postaci eposu Homera, Iliady, pisze do niego prosząc, by przyjął ją jako część umowy z przywódcą greckich wojsk, Agamemnonem.

List III
Quam legis, a rapta Briseide littera venit,
vix bene barbarica Graeca notata manu.
(List, który czytasz, pochodzi od zniewolonej Bryzejdy,
niezbyt wprawnie napisany po grecku barbarzyńską ręką.)
- IV. Fedra (łac. Phaedra), królewna kreteńska i żona Tezeusza pisze do swego pasierba, Hippolytosa wyznając mu swoją półkazirodczą i zakazaną miłość do niego.

List IV
Quam nisi tu dederis, caritura est ipsa, salutem
mittit Amazonio Cressa puella viro.
(Dobrobyt, którego ona sama nie doświadczy, jeśli ty jej go nie dasz,
dziewica kreteńska śle do mężczyzny narodzonego w Amazonii.)
- V. Ojnone (łac. Oenone), nimfa i według tradycji hellenistycznej pierwsza żona młodszego z trojańskich książąt, pisze właśnie do Parysa, syna Priama – króla Troi po tym, jak porzuciwszy ją wypłynął z bratem Hektorem do Sparty i powrócił z porwaną Menelaosowi Heleną jako swoją żoną.

List V
Nympha suo Paridi, quamvis suus esse recuset
mittit ab Idaeis verba legenda iugis.
(Nimfa przesyła słowa, które poleciłeś jej napisać,
z góry Idy do swego Parysa, choć on odmawia jej nazywania swoją.)
- VI. Hypsipile (łac. Hypsipyle), królowa, córka Toasa – króla Lemnos, pisze do ukochanego Jazona, syna tesalskiego władcy, po tym, jak mężczyzna opuścił ją dla Medei.

List VI
Lemnias Hypsipyle Bacchi genus Aesone nato
dicit: et in verbis pars quota mentis erat?
(Hypsipile z Lemnos, urodzona z ludzi Bachusa,
przemawia do Jazona: ile prawdziwego serca było w twoich słowach?)
- VII. Dydona (łac. Dido, Elissa), założycielka i pierwsza królowa Kartaginy, pisze do Eneasza, syna Anchizesa, bohatera wojny trojańskiej i centralnej postaci Eneidy Wergiliusza. Królowa cierpi po tym, jak ukochany udaje się w podróż do Italii.

List VII
Accipe, Dardanide, moriturae carmen Elissae;
quae legis a nobis ultima verba legi.
(Dardaninie, usłysz pieśń umierającej Elissy:
to, co czytasz, to ostatnie słowa pisane przeze mnie.)
- VIII. Hermiona (łac. Hermione), księżniczka spartańska, córka Menelaosa i Heleny, pisze do Orestesa, syna jej wuja Agamemnona i Klitajmestry błagając, by uratował ją przed małżeństwem z synem Achillesa, Neoptolemosem.

List VIII
Alloquor Hermione nuper fratremque virumque
nunc fratrem nomen coniugis alter habet.
(Hermiona przemawia do swego, do niedawna, kuzyna i męża,
teraz do męża – żona zmieniła swe imię.)
- IX. Dejanira (łac. Deianira), córka Ojneusa, króla Kalidonu, pisze do swego męża, Herkulesa (rzymski odpowiednik Heraklesa) po tym, jak ukochany związuje się z Jole, córką króla Ojchalii, Eurytosa, której rękę wygrał w zawodach łuczniczych.

List IX
Mittor ad Alciden a coniuge conscia mentis
littera si coniunx Deianira tua est.
(List wyznający jej uczucia, śle do ciebie, Alcydesie
twa żona, jeśli Dejanira jest twoją żoną.)
- X. Ariadna (łac. Ariadne), córka króla Krety Minosa i zrodzonej z boga Heliosa, Pazyfae, pisze do ukochanego Tezeusza, po tym, jak heros zostawił ją na wyspie Naksos w drodze powrotnej do Aten.

List X
Illa relicta feris etiam nunc, improbe Theseu
vivit. Et haec aequa mente tulisse velis?
(Nawet teraz, pozostawiona dla dzikich bestii, może przeżyć, okrutny Tezeuszu.
Spodziewasz się, że to także ona zniesie cierpliwie?)
- XI. Kanake (łac. Canace), córka króla Magnezji (Tesalia), Eola i Enarete, pisze do swego brata i kochanka, Makareusa (zwanego również Makarem), tuż przed tym, jak popełnia samobójstwo cierpiąc po stracie ich dziecka, które zabił Eol.

List XI
Aeolis Aeolidae quam non habet ipsa salutem
mittit et armata verba notata manu.
(Córka Eola, która nie zdołała się uleczyć, śle to do syna Eola
i zbroi słowa napisane jej ręką.
- XII. Medea (łac. Medeia), wnuczka boga Heliosa i córka króla Kolchidy, Ajetesa, pisze do męża Jazona po tym, jak on opuszcza ją by ożenić się z Kreuzą, księżniczką koryncką, córką Kreona.

List XII
Exul inops comtempta novo Medea marito
dicit, an a regnis tempora nulla vacant?
(Pogardzana Medea, bezsilny wygnaniec, zwraca się do swego niedawnego męża,
z pewnością możesz poświęcić trochę czasu swojego panowania?
- XIII. Laodamia, córka Akastosa i Astydamei, pisze do swego męża, Protesilaosa, prosząc by nie wystawiał się na zbyt duże ryzyko podczas greckiego ataku na Troję.

List XIII
Mittit et optat amans, quo mittitur, ire salutem
Haemonis Haemonio Laodamia viro.
(Ta, która to śle, przesyła wyrazy miłości do tego, który jest adresatem:
Z Tesalii do tesalskiego Pana, Laodamia do swego męża.)
- XIV. Hypermnestra, Danaida, córka króla Argos, Danaosa, pisze do swego męża, Linkeusa, wzywając by uratował ją przed śmiercią z ręki jej własnego ojca.

List XIV
Mittit Hypermestra de tot modo fratribus uni;
cetera nuptarum crimine turba iacet.
(Hypermnestra śle ten list do jednego z wielu kuzynów,
z których wszyscy pozostali leżą martwi, z powodu zbrodni ich żon.)
- XV. Safona (łac. Sappho), zwana też Safo i Sapfo, najsławniejsza poetka starożytnej Grecji, pisze do byłego kochanka, Faona, przewoźnika i demona z orszaku Afrodyty po tym, jak mężczyzna odrzuca jej miłość i odchodzi.

List XV
Ecquid, ut adspecta est studiosae littera dextrae,
Protinus est oculis cognita nostra tuis?
(Gdy te listy, pisane moją gorliwą ręką są odczytywane,
Czy twe oczy od razu rozpoznały którykolwiek z nich jako mój?)

## Nowe Heroidy
Nowe Heroidy to sześć poematów w formie listów autorstwa Owidiusza stanowiących uzupełnienie Heroid. W nowych wydaniach dzieła Heroidy poematy należące do Nowych Heroid są zamieszczane jako kontynuacja pierwszych piętnastu listów i są ponumerowane od XVI do XXI (od 16 do 21).
Sześć listów należących do zbioru Nowe Heroidy to wymiana korespondencji między trzema parami a więc na jeden list antycznej bohaterki przypada jedna odpowiedź jej ukochanego. W Heroidach Owidiusz nie udzielał głosu mężczyznom.

### ListyNowych Heroid
- XVI. List Parysa do Heleny

Treść: Parys stara się przekonać Helenę, by opuściła swojego męża Menelaosa i zgodziła się uciec z nim do Troi.
- XVII. Odpowiedź Heleny dla Parysa

Treść: Helena wyznaje Parysowi, że jest gotowa opuścić dla niego swojego męża i rodzinną Spartę.
Postacie:

Parys był księciem Troi, synem króla Priama oraz bratem Hektora, dziedzica tronu, który poległ w walce z Achillesem i Kasandry, wieszczki, która przepowiedziała upadek Troi.

Helena, zwana też Heleną Trojańską była żoną króla Sparty, Menelaosa, matką Hermiony i szwagierką wodza greckiego, Agamemnona. Jej miłość obiecała Parysowi bogini Afrodyta w zamian za tytuł najpiękniejszej.
Helena i Parys są również bohaterami Iliady Homera oraz znani jako jedna z najbardziej przeklętych par starożytności. Ich miłość dała początek wojnie, która doprowadziła do upadku Troi.
- XVIII. List Leandra do Hero

Treść: Leander wyznaje w nim swoją miłość do kapłanki.
- XIX. Odpowiedź Hero dla Leandra

Treść: Hero opisuje swoje uczucie do Leandra.
Postacie:

Leander był mieszkańcem Abydos i wiadomo o nim niewiele więcej ponad to, o czym informuje mit związany z jego miłością do Hero.

Hero z kolei mieszkała w Sestos i została przez swoich rodziców przeznaczona na kapłankę bogini Afrodyty. Właśnie w przeznaczeniu Hero krył się dramat związany z jej uczuciem do Leandra – jako kapłanka nie mogła go poślubić.

Historia Hero i Leandra jest jedną z najbardziej znanych i najtragiczniejszych w mitologii. Porównywane do historii Romea i Julii oraz Tristana i Izoldy tragiczne w skutkach uczucie inspirowało takich twórców jak np. Alfred Tennyson (wiersz), Christopher Marlowe (angielska wersja poematu Muzajosa), Alessandro Scarlatti (opera) czy Dante Gabriel Rossetti(wiersz).
- XX. List Akonitosa do Kydippe

Treść: Akonitos pisze o miłości do Kydippe i przypomina jej o zobowiązaniu, zgodnie z którym musi go poślubić.
- XXI. Odpowiedź Kydippe dla Akonitosa

Treść: Kydippe śpieszy z zapewnieniem, że jej serce należy do Akonitosa i zgadza się za niego wyjść.
Postacie:

Aconitos był przystojny młodzieńcem mieszkającym na wyspie Keos. Podczas zabawy urządzonej na cześć bogini Artemidy w Delos, ujrzał piękną dziewczynę o imieniu Kydippe, w której się zakochał.
Kydippe pochodziła z Aten i była wysoko urodzona. Początkowo nie odwzajemniała uczucia Akonitosa i dopiero czas pokazał, że mogła odnaleźć przy nim szczęście.
Aconitos dopuścił się podstępu by zdobyć ukochaną. Będąc w świątyni bogini Artemidy napisał na znalezionym jabłku Przysięgam na Artemidę, że poślubię Aconitosa i rzucił jabłko w stronę Kydippe. Dziewczyna przeczytała po cichu napis na jabłku i tym samym zobowiązała się do wyjścia za Aconitosa. Początkowo odwlekała ślub, ale zobowiązania złamać nie mogła. Okazało się jednak, że mimo podstępu młodzi odnaleźli u swojego boku szczęście.